# Бата (Арад)
Бата (рум. Bata) насеље је у Румунији у округу Арад у општини Бата. Oпштина се налази на надморској висини од 148 m.

## Прошлост
Аустријски царски ревизор Ерлер је 1774. године констатовао да место припада Каполнашком округу, Липовског дистрикта. Становништво је било претежно влашко.
Када је 1797. године пописан православни клир ту су била три свештеника. Пароси, поп Јосиф Стојановић (рукоп. 1773), поп Нестор Поповић (1780) и поп Јован Атанасијевић иако су по свему судећи Срби, не говоре више својим језиком. Служе се искључиво румунским језиком, јер су се "повлашили".

## Становништво
Према подацима из 2002. године у насељу је живело 1226 становника.

### Попис2002.
| Расподела становништва по националности 2002.‍ | Расподела становништва по националности 2002.‍ | Расподела становништва по националности 2002.‍ | Расподела становништва по националности 2002.‍ | Расподела становништва по националности 2002.‍ |
| --------------------------------------------- | --------------------------------------------- | --------------------------------------------- | --------------------------------------------- | --------------------------------------------- |
|                                               |                                               |                                               |                                               |                                               |
| Румуни                                        | Румуни                                        |                                               | 1.221                                         | 99,8%                                         |
| Мађари                                        | Мађари                                        |                                               | 3                                             | 0,2%                                          |

### Хронологија
| Година       | 1992 | 1993 | 1994 | 1995 | 1996 | 1997 | 1998 | 1999 | 2000 | 2001 | 2002 | 2003 | 2004 | 2005 | 2006 | 2007 | 2008 | 2009 | 2010 | 2011 | 2012 | 2013 | 2014 | 2015 | 2016 | 2017 |
| ------------ | ---- | ---- | ---- | ---- | ---- | ---- | ---- | ---- | ---- | ---- | ---- | ---- | ---- | ---- | ---- | ---- | ---- | ---- | ---- | ---- | ---- | ---- | ---- | ---- | ---- | ---- |
| Становништво | 1203 | 1186 | 1150 | 1110 | 1139 | 1130 | 1101 | 1103 | 1094 | 1077 | 1055 | 1053 | 1050 | 1056 | 1040 | 1044 | 1063 | 1071 | 1070 | 1065 | 1079 | 1068 | 1064 | 1066 | 1054 | 1060 |